# Oskar Nebes
Oskar Nebes (* 7. April 1884 in Dürrhof, Österreich-Ungarn; † 3. März 1939 in Mährisch Trübau, Reichsgau Sudetenland) war ein österreichischer Verwaltungsbeamter und  sudetendeutscher Landrat.

## Leben und Wirken
Nach der Matura am K.K. Staats-Gymnasium in Mährisch Trübau, studierte und promovierte er an der Juristischen Fakultät der Deutschen Universität Prag. Danach war er im österreichischen Verwaltungsdienst tätig. 1911 wurde er von der Bezirkshauptmannschaft in Czernowitz zur Bezirkshauptmannschaft in Wiznitz im Kaisertum Österreich versetzt. Später erfolgte seine Ernennung zum Hofrat.
Nach der deutschen Besetzung der deutsch besiedelten Grenzgebiete der Tschechoslowakei und der Bildung des Reichsgaus Sudetenland wurde Nebes, der bislang als Polizeireferent tätig war, am 14. Oktober 1938 kommissarisch als Landrat im neugebildeten Landkreis Mährisch Trübau eingesetzt. Noch bevor er definitiv als Landrat bestätigt wurde, verstarb Nebes im März 1939.